# Félix Rodríguez García
Félix Rodríguez García (Zamora, 4 de octubre de 1930 - Pontevedra, 6 de junio de 1990) fue un jurista y magistrado español.

## Biografía
Nacido en Zamora  el 4 de octubre de 1930, Félix Rodríguez García estudió Derecho en la Universidad de Salamanca, donde se licenciaría en 1953. En 1958, tras superar las oposiciones de judicatura, desempeñó, como juez de entrada, la titularidad del Juzgado de primera Instancia e Instrucción de Roa (Burgos).  En 1962, como juez de ascenso, ocupó la plaza de Juez de Primera Instancia e Instrucción de Chantada (Lugo), en donde permanecería once años.
En 1973 ascendió a magistrado, siendo destinado a la Audiencia Territorial de Palma de Mallorca, en donde compartió destino, entre otros, con el magistrado Fernando Ledesma Bartret. Pasó, en 1974, al Juzgado de Primera Instancia e Instrucción número 1 de Gijón, en sustitución del magistrado Luis Alonso. Félix Rodríguez García permanecería en Gijón por otros once años, de los cuales, cinco, de 1980 a 1985, desempeñando las funciones de Juez-Decano. Como Decano, y junto al Decano del Colegio de Abogados de Gijón, Pedro de Silva Sierra, fue uno de los principales impulsores del establecimiento de una sección de la Audiencia Provincial de Asturias en Gijón. Durante su dilatada estancia profesional en la ciudad asturiana, Félix Rodríguez García coincidió, en un primer momento, con los magistrados Fernando Vidal y Augusto Domínguez Aguado, y en los últimos años de su estancia, en su época de Decano, con José Luis Seoane Spiegelberg, José Antonio Seijas Quintana y Jesús Cristín Pérez.
El 20 de enero de 1986, a propuesta del Consejo General de Poder Judicial, Félix Rodríguez García fue nombrado presidente de la Audiencia Provincial de Pontevedra en sustitución del magistrado Mariano Rajoy Sobredo. Presidió la sección primera de la Audiencia donde compartió Sala, además de con Mariano Rajoy Sobredo, con los magistrados Celestino Prego García, Antonio Gutiérrez Población, y, a partir de 1989, también con Luciano Varela.
Félix Rodríguez García permaneció en la presidencia de la Audiencia Provincial de Pontevedra hasta su fallecimiento en junio de 1990; a partir de 1989, a raíz de la creación de los Tribunales Superiores de Justicia de las comunidades autónomas, fue asimismo miembro nato de la Sala de Gobierno del Tribunal Superior de Justicia de Galicia.
Aun siendo leonés de origen, Félix Rodríguez García fue un decidido impulsor del uso del gallego por parte de la Administración de Justicia y, en 1988, tras un curso de formación en lengua gallega, redactó una de las primeras sentencias de la Audiencia Provincial de Pontevedra en dicha lengua.
Felíx Rodríguez García fue militante de Justicia Democrática, organización judicial clandestina en tiempos de la Dictadura de Franco, y desde su creación, en 1984, fue miembro de Jueces para la Democracia.

### Distinciones honoríficas
Cruz Distinguida de 1ª clase de la Orden de San Raimundo de Peñafort. Concedida el 4 de enero de 1984, mientras desempeñaba el cargo de magistrado-juez Decano de Gijón.